# Lola Falana
Loletha Elaine Falana (Camden, Nueva Jersey, 11 de septiembre de 1942), conocida como Lola Falana, es una actriz, cantante y bailarina estadounidense. 

## Biografía y carrera
El padre de Falana dejó Cuba para ser soldado en los Estados Unidos, donde conoció a su esposa. Lola pasó la mayoría de su niñez en Filadelfia, Pensilvania. A la edad de tres años ya bailaba, y, a los cinco, cantaba en el coro de la iglesia. Cuando estaba en secundaria, empezó a bailar en cabarets, pero su madre la cuidaba. Los deseos de Falana de tener una carrera musical eran tan grandes que, desobedeciendo a sus padres ,abandono la secundaria de Germantown unos meses antes de la graduación y se mudó a la Ciudad de Nueva York.
Su primera actuación de baile fue en el "Pequeño Paraíso" en Harlem. Dinah Washington, la “Reina de Blues”, promovió la naciente carrera de Lola.
Cuando bailaba en cabarets y clubs nocturnos, Falana fue vista por Sammy Davis Jr., que en 1964 le dio un papel en su musical de Broadway Golden Boy.
El primer disco sencillo de Lola Falana, Mi Baby, fue grabado en Mercury Records en 1965. Después grabó para el sello de Frank Sinatra. A finales de los 60 , Davis se convirtió en su mentor. En 1966, Lola Falana trabajó en su primera película: ''A Man Called Adam'', junto con Ossie Davis, y Cicely Tyson.
Falana se convirtió en una estrella del cine italiano en 1967. En Italia aprendió a hablar italiano fluido mientras protagonizaba tres películas, la primera de las cuales estuvo considerada un spaghetti occidental. Era conocida como la "Venus Negra". A finales de los 60 continuaba trabajando con Davis como cantante y bailarina, haciendo películas en Italia, y repitió su función en la obra Golden Boy durante su resurgimiento en Londres. En 1970 posó para la revista Playboy y se convirtió luego en la primera modelo negra en protagonizar una campaña pensada para un público blanco de la prestigiosa marca de cosméticos Faberge. De 1971 a 1975 estuvo casada con el músico Feliciano Vierra Tavares. Actuó en varias películas blaxploitation y desde finales de los 70 era una de las artistas más famosas y mejor pagadas de Las Vegas. 

## Vida personal

### Problemas de salud
En 1987, Falana tuvo una grave recaída de la esclerosis múltiple. El lado izquierdo de Falana estaba paralizado, se quedó parcialmente ciega y su voz y su audición se vieron afectadas. Su recuperación duró un año y medio, durante el cual pasó la mayor parte de su tiempo rezando. Falana atribuye su recuperación a una experiencia espiritual que describió como "Poder sentir la presencia del Señor", Falana se convirtió al catolicismo romano en 1988 y trabajó su recién encontrada espiritualidad en su vida diaria,. Aunque volvió a actuar en los espectáculos de Las Vegas en 1987, la práctica de religión y fe de Falana se convirtió en el centro de su vida. Después de otro combate con esclerosis múltiple en 1996, Falana regresó a Filadelfia y vivió con sus padres durante un corto tiempo.